# George Albert Smith (filmregissör)
George Albert Smith, född 4 januari 1864 i London, död 17 maj 1959, var en brittisk filmregissör som var verksam då tidig film producerades. Bland annat har han regisserat filmen The Kiss in the Tunnel som är från 1899.